# Liaobatrachus
Liaobatrachus (wat 'Liaoning-kikker' betekent) is een geslacht van uitgestorven amfibieën uit het Vroeg-Krijt, behorende tot de Anura, waarvan het eerste fossiele exemplaar werd teruggevonden in de Yixian-formatie van de provincie Liaoning in China in de Jeholgroep, waar ook veel resten van gevederde dinosauriërs zijn gevonden.
Het was de eerste kikker uit het Mesozoïcum die ooit in China is gevonden. De soorten Callobatrachus sanyanensis, Mesophryne beipiaoensis en Yizhoubatrachus macilentus werden in één onderzoek geclassificeerd als soorten van Liaobatrachus, maar dit is door andere auteurs afgewezen. Het geslacht wordt door sommige auteurs als een nomen dubium beschouwd vanwege de slechte bewaring van het holotype-exemplaar. Fossielen werden gevonden in de Sihetun-vindplaats in het westelijke deel van de provincie Liaoning, in het onderste deel van de Yixian-formatie, en dateren van ongeveer 124,6 miljoen jaar geleden. Een ander exemplaar werd verzameld in de buurt van Heitizigou, vijfentwintig kilometer ten zuiden van Beipiao. Het exemplaar heeft een snuit-openingslengte van negenenzestig millimeter. Liaobatrachus wordt beschouwd als het meest basale lid van Discoglossidae op basis van fylogenetische analyse.
Aangezien kikkers zelden worden gevonden als gearticuleerde skeletten in het fossielenbestand, heeft de ontdekking van dit nieuwe taxon belangrijke inzichten opgeleverd in de evolutie van de Anura.
Het holotype IVPP V11525 is bekend van een bijna volledig skelet dat in een dorsaal zicht op een leisteenplaat is blootgelegd. De totale lichaamslengte (van snuit tot aars) wordt geschat op ongeveer vierennegentig millimeter. Het verschilt morfologisch in veel opzichten van alle andere discoglossoïden, inclusief het aantal presacrale wervels (negen in plaats van de gebruikelijke acht) en andere basale kenmerken. Hoewel het een mozaïek van basale en afgeleide kenmerken had, kan het ondubbelzinnig worden geplaatst als het meest basale taxon van de clade. Dit toont aan dat het taxon vroeg afweek van de stam en afzonderlijk evolueerde als een aparte afstamming door het Vroeg-Krijt in Oost-Azië.
De schedel wordt beschreven als kort en breed en is goed bewaard gebleven. Het maxillaire gebied is minder goed bewaard gebleven, maar er kan worden vastgesteld dat elke premaxilla achttien tot twintig slanke en conische tanden draagt, en de maxilla ongeveer veertig tot vijftig fijne gesteelde tanden. De wervelkolom bestaat uit negen presacrale wervels, een enkele sacrale wervel en een vrije urostyle. Er werden drie paar ribben gevonden in verband met presacralia II-IV. De achterpoten zijn opmerkelijk goed bewaard gebleven en slank gebouwd, met een geschatte totale lengte van honderdzestien millimeter. Zijn achterpoten hebben de falangeale formule 2-2-3-4-3, waarbij de vierde teen het langste is met zevenentwintig millimeter.

## Soorten
Tot Liaobatrachus behoren vier uitgestorven soorten.
- † Liaobatrachus beipiaoensis Gao and Wang, 2001[2]
- † Liaobatrachus grabaui Ji and Ji, 1998[3]
- † Liaobatrachus macilentus Gao and Chen, 2004[4]
- † Liaobatrachus zhaoi Dong et al., 2013[5]